# Observatório Haystack
Observatório Haystack é um observatório astronômico do Massachusetts Institute of Technology (MIT).
Ele está localizado em Westford, Massachusetts, a aproximadamente 45 km a noroeste de Boston nos Estados Unidos. Haystack foi construído pelo Lincoln Laboratory do MIT para a Força Aérea dos Estados Unidos e recebeu o nome de Haystack Microwave Research Facility.
A construção começou em 1960 e a antena entrou em operação em 1964. Em 1970 a instalação foi transferida para o MIT, que então formou a Northeast Radio Observatory Corporation (NEROC) com várias outras universidades para a operação conjunta do observatório. Em janeiro de 2012 , um total de nove instituições participaram do NEROC.
Na mesma localização está instalado o Observatório Millstone Hill, um centro de pesquisa em ciências atmosféricas.
Lincoln Laboratory gerencia as instalações que é conhecida como Lincoln Space Surveillance Complex (LSSC). O George R. Wallace Astrophysical Observatory do Departamento de Ciências Terrestres, Atmosféricas e Planetárias do MIT está localizado ao sul da cúpula Haystack e a leste da cúpula Westford. O Amateur Telescope Makers of Boston funciona na propriedade do MIT.